# Койшет, Изабель
Изабе́ль Койше́т (кат. Isabel Coixet i Castillo [izəˈβɛɫ kuˈʃɛt];; 9 апреля 1960, Барселона, Барселонес) — испанский кинорежиссёр и журналист. В правильном каталанском произношении: Изабел Кушет.

## Биография
Окончила исторический факультет Барселонского университета. Работала журналистом, занималась рекламой, основала несколько рекламных агентств. Снимает рекламные ролики, музыкальные видеоклипы. Дебютировала как режиссёр короткометражным фильмом «Посмотри и увидишь» (1984). Работает с международным актёрским составом. Широкую известность в мире кино получила после фильма «Моя жизнь без меня» (2003).

## Избранная фильмография
- «Вещи, о которых я тебе никогда не говорила» (1996)
- «Моя жизнь без меня» (2003, по роману Нэнси Кинкейд, премия «Гойя», специальная премия Берлинского МКФ)
- «Тайная жизнь слов» (2005, четыре премии «Гойя», две премии Барселонского кинофестиваля, специальная премия Венецианского МКФ, премия Ариэль и др.)
- «Париж, я люблю тебя» (2006, Paris, je t’aime — коллективный проект; эпизод Бастилия)
- «Невидимые» (2007, документальный, премия «Гойя»)
- «Элегия» (2008, по роману Филипа Рота «Умирающее животное»)
- «Карта звуков Токио» (2009)
- «Слушая судью Гарсона»/ Escuchando al juez Garzón, документальный (2011)
- «Вчера никогда не кончится»/ Ayer no termina nunca (2013, специальная премия жюри Малагского КФ)
- «Другая я»/ Another Me (2013)
- «Уроки вождения»/ Learning to Drive (2014)
- «Никому не нужна ночь» / Nadie quiere la noche (2015)
- «Букшоп» / The Bookshop (2017), по роману Пенелопы Фицджеральд, три премии «Гойя»
- «В Бенидорме идёт снег[исп.]» / Nieva en Benidorm (2020)

## Признание
Многократный лауреат премии «Гойя», многочисленных других национальных и международных премий.